# Раклиш
Раклиш или Раклище (на македонска литературна норма: Раклиш) е квартал в град Радовиш, Северна Македония.

## География
Раклиш е разположено в северната част на Радовишкото поле, от север остават склоновете на планината Плачковица, а на юг се открива плодородното Радовишко поле. Посредством настилни пътища се свързва със съседните град Радовиш на запад и село Ораовица на изток.

## История
В XIX век Раклиш е неголямо изцяло българско село в Радовишка кааза на Османската империя. Църквата „Св. св. Константин и Елена“ е изградена в 1857 година. Иконите са от различни автори от XIX век - Васил Зограф от Струмица, Григорий, Андон от Гари. Няма живопис.
Според статистиката на Васил Кънчов („Македония. Етнография и статистика“) от 1900 година Раклишъ има 270 жители, всички българи християни.
В началото на XX век мнозинството от жителите на селото са под върховенството на Българската екзархия. По данни на секретаря на екзархията Димитър Мишев („La Macédoine et sa Population Chrétienne“) през 1905 година в Раклиш има 240 българи екзархисти и 80 българи протестанти.
На 26 февруари 1915 година година 50-годишния Георги Пецев, 40-годишния Григор Филев и 50-годишния Миял Богатинов са убити с многократни пробождания с ножове, а жените в селото са изнасилени от сръбските окупатори.
Според преброяването от 2002 година Раклиш има 570 жители, от които:
| Националност     | Всичко |
| северномакедонци | 561    |
| албанци          | 0      |
| турци            | 1      |
| роми             | 0      |
| власи            | 0      |
| сърби            | 2      |
| бошняци          | 0      |
| други            | 6      |

## Личности
Родени в Раклиш
- Благой Патлаков Милчев, български военен деец, загинал през Първата световна война[6]
- Георги Попдеяни, българин, православен, арестуван на 31 май 1903 година, обвинен в „приемане и пазене на документи, макар и да знаел, че са клеветнически“, осъден на 1 година затвор, лежал в Скопския затвор, амнистиран с общата амнистия от 12 април 1904 година[7]
- Илия Джеков, войник от Радовишкия партизански отряд на 11-а македонска дивизия
- Тодор Стефанов, касиер на Радовишкия окръжен комитет към 1900 година[8]